# Симптоматична терапія
Симптоматичне лікування, або підтримувальна допомога — це будь-яка медикаментозна терапія захворювання, яка впливає лише на його симптоми, а не на основну причину нездужання. Зазвичай, воно спрямоване на зменшення ознак та виявів хвороби задля полегшення самопочуття та покращення стану людини, але також може бути корисним для зменшення органічних наслідків та ускладнень від цих ознак і проявів захворювання. Для багатьох хвороб, навіть тоді коли їх етіологія відома (наприклад, більшості вірусних захворювань, як-от грип), симптоматичне лікування є єдиним доступним на сьогодні (2020-і).

## Історія виникнення
Підтримувальне лікування з'явилося в онкологічних відділеннях як частина безперервної допомоги, що надається людині з раковою патологією, а особливо наприкінці життя. Його поширено на мережу охорони здоров'я 2002 року, і впроваджено в медичне обслуговування людини, що перебуває в лікарні або лікується вдома.
У звіті про впровадження симптоматичної терапії в межах Плану лікування раку, представлено поради та настанови з організації підтримувальної терапії в онкології.

## Приклади
Приклади симптоматичного лікування:
- Анальгетики, щоби зменшити біль
- Протизапальні засоби, проти запалення, яке спричинює ломоту
- Засоби проти кашлю, лікування кашлю та застуди
- Антигістамінні засоби, проти алергії
- Антипіретики (жарознижувальні засоби), від гарячки
- Лікування, що зменшує небажані побічні дії від ліків

Звичайною симптоматичною терапією є те, що людина, яка скаржиться на біль у шлунку, приймає лише знеболювальне. Загалом, усі способи лікування, що пригнічують біль шляхом придушення або блокування нервової системи за допомогою ліків, лазерів чи анестезії для хворих, які скаржаться на якийсь біль, є симптоматичною терапією. Іншим прикладом симптоматичної терапії, є приймання болезаспокійливого засобу під час ангіни, жарознижувального засобу від гарячки, протикашльового засобу проти сухого задушливого кашлю та крапель в ніс від виділень з нього, у разі застуди.

## Застосування
Коли етіологія захворювання відома, тоді може бути призначене специфічне лікування, але воно, зазвичай, також пов'язане із симптоматичною терапією.
Симптоматичне лікування не завжди придатне, й інколи воно може бути небезпечним, оскільки здатне приховати наявність основної причини хвороби, про яку згодом буде забуто або вилікувано з великим запізненням.
Приклади:
- Низька температура протягом 15 днів і більше, інколи є єдиним проявом бактеріємії, яка спричинюється бактеріями стафілокока. Придушення симптоматичною терапією, здатне приховати хворобу від правильної діагностики та лікування антибіотиками. Наслідки можуть бути важкими (ревматизм, нефрит, ендокардит, тощо).
- Хронічний головний біль може бути викликаний просто структурною схильністю або бути наслідком пухлини головного мозку чи внутрішньочерепної аневризми.

Нарешті, симптоматична терапія не позбавлена небажаних наслідків і здатна бути причиною ятрогенії (тобто побічних впливів, спричинених самим лікуванням), як-от алергічні реакції, шлункові кровотечі, вплив на центральну нервову систему (нудота, запаморочення тощо).